# André Ferreira
André Felippe Falbo Ferreira, noto anche come Pampa (Recife, 24 novembre 1964 – San Paolo, 7 giugno 2024), è stato un pallavolista brasiliano.

## Biografia
Di ruolo di schiacciatore, iniziò la carriera nel Santa Cruz passando successivamente nel Copagaz.
Nel 1986 firmò per il Pirelli con cui vinse il suo primo, e unico, campionato brasiliano e tre campionati paulisti.
Nella stagione 1990-91 fece la sua prima esperienza all'estero, in Italia, venendo ingaggiato dalla Lazio, dove restò per due stagioni.
Nella prima metà del 1993 passò alla Marconi con cui terminò il campionato.
Nella stagione 1993-94 ritornò in Brasile, giocando per il Palmeiras. L'anno seguente firmò per l'União Suzano vincendo il suo quarto campionato paulista.
Ritornò in Italia nella stagione 1995-96, venendo ingaggiato dalla Napoli. Dopo essere ritornato brevemente in Brasile per disputare le fasi finali del campionato brasiliano con l'União Suzano, volò in Giappone per disputare il campionato giapponese con il NEC Blue Rockets.
Ritornò nella stagione 1997-98 giocando per il Telepar per due stagioni. Nel 1999 annunciò il suo ritiro.
Con la nazionale brasiliana fece parte della "Geração de Ouro", vincendo la medaglia d'oro alle Olimpiadi di Barcellona, tre campionati sudamericani e una World League.
André Ferreira morì a San Paolo il 7 giugno 2024 all'età di 59 anni, a causa di un linfoma.

## Palmarès

### Club
- Campionato brasiliano: 1

1988-89
- Campionato Paulista: 4

1986, 1987, 1988, 1994

### Nazionale (competizioni minori)
- Giochi panamericani 1991
- World Top Four maschile 1992